# Onkologikoa
Onkologikoa, Instituto Oncológico de Kutxa, es un centro monográfico de prevención, diagnóstico y tratamiento del cáncer. Su estructura funcional está basada en unidades funcionales multidisciplinares; cada caso es estudiado por la unidad funcional correspondiente y se oferta un plan terapéutico para cada paciente.
Más de 300 profesionales de diferentes ámbitos dan servicio al paciente utilizando historia clínica electrónica e imagen digital en un edificio singular equipado con las últimas tecnologías.
Aunque es propiedad de la Fundación Kutxa, Onkologikoa suscribió un concierto con el Departamento de Sanidad del Gobierno Vasco para la atención de pacientes en Régimen General de Seguridad Social, y pasó a formar parte de forma plena de la red de hospitales de Osakidetza-Servicio Vasco de Salud el 1 de enero de 2019. Igualmente atiende a pacientes de seguros privados y a pacientes privados.

## Historia
En el año 1928 se constituyó la Liga Anticancerosa de Guipúzcoa, bajo la presencia de S.M. la Reina Dª. María Cristina.
La Liga comenzó sus trabajos gestionando de la Diputación de Guipúzcoa la creación de un Instituto Anticanceroso.
Para su construcción y equipamiento, además de la Diputación de Guipúzcoa y el Ayuntamiento de San Sebastián, contribuyeron con diversas aportaciones económicas varias entidades, entre ellas la antigua Caja de Ahorros Provincial de Guipúzcoa, dándole la denominación de "Instituto Alfonso XIII".
En el año 1930, S. M. Alfonso XIII visitó el edificio que se hallaba casi finalizado. Las obras se paralizaron durante unos meses con motivo de la proclamación de la II República. Finalmente con nuevas aportaciones del Gobierno y de las corporaciones se terminó la construcción del hospital, siendo denominado "Instituto Radio-Quirúrgico de Guipúzcoa". Se inauguró el día 13 de agosto de 1933, como establecimiento destinado al tratamiento activo de los enfermos afectados de cáncer y de otras neoplasias y afecciones sospechosas de una degeneración maligna o que sean de la Röntgen-Curieterapia. El Dr. Luis Ayestarán Gabarain fue el fundador y primer Director del centro.
Debido a las dificultades económicas por las que atravesaba el Instituto Radio-Quirúrgico, a demanda de éste, la Caja de Ahorros Provincial de Guipúzcoa asume el mantenimiento de dicho instituto como Obra Social Propia con fecha 14 de febrero de 1952.
En el año 1954 se firma el primer convenio de colaboración entre la Seguridad Social y el Instituto Radio-Quirúrgico.
Sobre la base de la campaña realizada por la Asociación Española contra el Cáncer de Guipúzcoa, solicitando ayuda de los industriales de este territorio histórico, se inaugura en 1963 la primera Bomba de Cobalto.
Años más tarde se inician las obras de ampliación del edificio, terminándose las mismas en el año 1974, con los que el Instituto cuenta ya con una capacidad de 108 camas. En el mismo año se crea el Servicio de Radiofísica, y se actualiza el de Radioterapia incorporando una nueva Bomba de Cobalto, un Acelerador de partículas tipo Betatrón, y un Simulador.
En 1976 se realiza la primera campaña de diagnóstico precoz en las localizaciones tumorales de mama y útero. En este mismo año se dota al Servicio de Medicina Nuclear con una Scannicámara.
En el año 1978, el Instituto Oncológico firma un nuevo concierto de colaboración con el INSALUD, el cual es asumido por Osakidetza-Servicio Vasco de Salud en 1988.
El Ministerio de Sanidad y Consumo otorga a este Instituto la calificación como Centro Sanitario del Grupo 7, nivel II, en junio de 1983.
El Consejo de Seguridad Nuclear, en el año 1986, reconoce al INSTITUTO ONCOLÓGICO como Unidad Técnica de Protección contra las Radiaciones Ionizantes. Se trata del único centro autorizado en Guipúzcoa.
Se crea una Unidad de Reanimación post-quirúrgica en 1989, y se renueva el aparataje de Medicina Nuclear con la Adquisición de una Tomogammacámara Digital.
Durante 1993 hubo un cambio fundamental en la dinámica funcional de los diferentes servicios del INSTITUTO ONCOLÓGICO, orientado hacia el abordaje multidisciplinar de todos los pacientes, que se cristalizó con la creación de las Unidades Funcionales.
Las acciones más destacadas de 1997 fueron el redimensionamiento del área de hospitalización, la continuidad en la innovación tecnológica consistente en la instalación de un segundo Acelerador Lineal, la puesta en funcionamiento del Centro de Prevención Oncológica en la calle Javier Barcaiztegui, y el inicio del Programa de Detección Precoz del Cáncer de Mama patrocinado por el Departamento de Sanidad del Gobierno Vasco.
En el año 2000, destacamos la implantación de un Banco de Tumores y el establecimiento de relaciones institucionales con el Centro Nacional de Investigaciones Oncológicas Carlos III. A la vez, se formalizan los acuerdos que permiten nuestra incorporación en la Red de Bancos de Tumores.
Durante el año 2002 obtenemos la Certificación ISO 9001/2000 en la Unidad de Mama. Continuando nuestra oferta de tratamientos de braquiterapia en Cáncer de Próstata, se adopta otra nueva técnica, la aplicación de dosis de alta tasa de Iridio (H.D.R.)
Lo más destacable del año 2004 fue sin duda, la decisión por parte de Kutxa de la creación de un nuevo Centro y la elaboración del correspondiente Plan Funcional del nuevo Instituto. El citado Plan Funcional fue la base para la elaboración del Proyecto.
La decisión de la creación del nuevo centro demostró la confianza de Kutxa en los profesionales del Instituto y la disposición de los mismos para proseguir realizando esta función que la Obra Social les ha encomendado.
El año 2007 se puso en marcha la Historia Clínica Electrónica y se digitalizó toda la información “papel” de los pacientes. De este modo el Instituto Oncológico se convirtió en el primer hospital de nuestra Comunidad Autónoma en funcionar sin papel ni placas.
Detrás del INSTITUTO ONCOLÓGICO ha estado y está en todo momento la Caja de Guipúzcoa San Sebastián "Kutxa", la cual, considerando al Instituto como Obra Social Propia, con su apoyo económico ha hecho posible su existencia y actualización permanente, dotándole de la financiación necesaria para proveerse de los medios tecnológicos necesarios para desarrollar su labor en la prevención, diagnóstico y tratamiento de cáncer.
Tras casi dos años y medio de obras y más de 60 millones de Euros de inversión, el 16 de enero de 2009 se inauguró el nuevo edificio, situado en la Zona Hospitalaria de Miramón. Entre enero y mayo se equipó el centro, efectuándose el traslado de pacientes y actividad entre las sedes antigua y nueva a lo largo de junio del 2009.
Para finalizar el año 2010, ha llegado el reconocimiento más importante de toda la larga historia de Onkologikoa desde su fundación en el año 1933: la concesión por parte del Ayuntamiento de San Sebastián de la Medalla de Oro de la Ciudad. Esta distinción es la máxima condecoración que el municipio concede a personas o instituciones, lo que representa un gran orgullo para todos los que conformamos Onkologikoa en el momento actual, pero es también un reconocimiento a todos los profesionales e instituciones que a lo largo de la historia han hecho realidad este proyecto.

## Accesos
| Dirección:         | Paseo Doctor Beguiristáin, 121 20014 San Sebastián |
| Teléfono:          | 34-943-328000                                      |
| Fax:               | 34-943-281278                                      |
| Teléfono de citas: | 943 328002 (de 8h a 15h lunes a viernes)           |

### Urbanos (d·bus)
- Línea 17 Gros - Amara - Miramón
- Línea 28 Amara-Hospitales
- Línea 31 Inchaurrondo-Hospitales-Alza
- Línea 35 Arriola-Antiguo-Hospitales

### Interurbanos (Lurraldebus)
- Línea E03 Pasajes San Juan – Lezo – Rentería – Pasajes Ancho – San Sebastián (Hospitales)
- Línea E07 Pasajes San Pedro – Trintxerpe – Pasajes Ancho – San Sebastián (Hospitales)
- Línea E15 Rentería (Beraun) – Pasajes Ancho – San Sebastián (Hospitales)
- Línea BU02 Lasarte-Oria – San Sebastián (Hospitales)
- Línea BU06 Andoáin – San Sebastián (Hospitales)
- Línea BU09  Tolosa – San Sebastián (Hospitales)
- Línea UK11 Zumaya – Getaria – Zarauz – Orio – San Sebastián (Hospitales) – San Sebastián (Centro)

## Servicios médicos

### Especialidades
- Anatomía Patológica
- Anestesiologia
- Angiología
- Cardiología
- Cirugía General
- Cirugía Plástica
- Cirugía torácica
- Dermatología
- Diagnóstico Precoz
- Digestivo
- Digestivo-Endoscopia
- Farmacia Hospitalaria
- Física médica
- Fisioterapia
- Ginecología
- Hematología
- Laboratorio
- Mamógrafos digitales
- Medicina Interna
- Medicina Nuclear
- Neumología
- Neurología
- Neurocirugía
- Neurorradiología
- Microbiología
- Oncología Médica
- Oncología Radioterápica
- Otorrinolaringología
- Psicología Clínica
- Psiquiatría
- Radiodiagnóstico
- Registro de tumores
- Traumatología
- Unidad de Cuidados de Soporte
- Urología

### Equipamiento
- 52 habitaciones
- 3 habitaciones de aislamiento
- 4 quirófanos
- Servicio de esterlilización
- 2 unidades de reanimación/despertar
- 30 salas de consultas externas
- 16 puestos de quimioterapia ambulatorios
- 1 sala de resonancia magnética
- 1 sala de Rayos X digital
- 1 TAC
- 4 mamógrafos digitales
- 1 sala IMMI
- 4 ecógrafos
- 1 equipo de angiografía
- 1 densitometría
- 1 salas de endoscopias y ecoendoscopias
- 3 gammacámaras
- 1 TAC-PET
- 2 aceleradores lineales
- 1 tomoterapia
- 1 radioquirófano
- 1 simulador-cone beam
- 3 laboratorios
- Farmacia hospitalaria
- Anatomía patológica
- Historia clínica digitalizada
- Telefonía fija e inalámbrica
- Red de datos fija y wifi